# Donegalský záliv

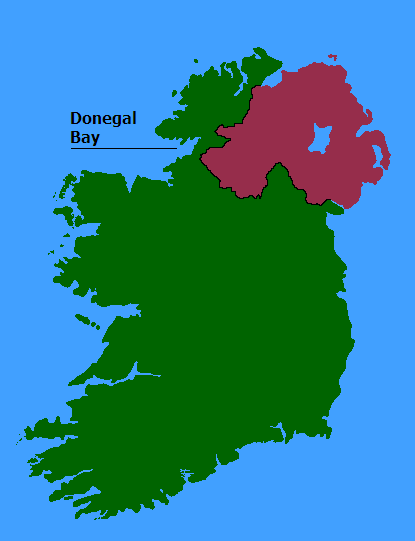
Poloha zálivu v Irsku

Donegalský záliv (angl. Donegal Bay, Ir. Bá Dhún na nGall) je záliv v severovýchodní části Atlantského oceánu. Nachází se na severozápadním pobřeží Irska a je největším irským zálivem. Na severu, východě a jihovýchodě ho ohraničuje pevnina hrabství Donegal, na krátkém úseku na jihovýchodě hrabství Leitrim a na jihu hrabství Sligo. Na západě je otevřený a přibližně v linii Roskeeragh Point - Carrigan Head se spojuje s vodami Atlantiku. Na severním pobřeží jsou jeho součástí zátoky Fintragh Bay, Inver Bay a McSwynes Bay. Na jihovýchodním pobřeží se nachází hluboký estuár řeky Erne.
V zálivu leží ostrovy Isle of St. Ernan, Belle 's Isle, Rotten Island, v ústí zálivu se nachází ostrov Inishmurray.
Do zálivu ústí řeky Eany Water, Eske, Erne, Drowes a Duff. Na jeho pobřeží leží města Ballyshannon, Bundoran, Coolmore, Donegal, Killybegs, Mountcharles, Mullaghmore, Rossnowlagh a Tullaghan.
Na pobřeží Donegalského zálivu se vypíná nejvyšší mořský klif v Evropě, 601 m vysoký Slieve League. Pláže zálivu jsou zároveň vhodné k surfování.